# Integrative Bildungsforschung
Die integrative Bildungsforschung stellt im Feld bildungswissenschaftlicher Forschung einen Ansatz dar, der bildungstheoretische Überlegungen und Strategien der Sozialforschung integrativ zusammenführt.
Als Form des interdisziplinären Forschens werden bei der integrativen Bildungsforschung Schnittflächen zwischen bildungstheoretischen Reflexionen sowie den operationalisierbaren Konzepten empirischer Sozialforschung identifiziert. So wird eine bildungstheoretisch fundiert empirische Bildungsforschung möglich. Integrativ ist dieser Ansatz, da erkenntnistheoretische bzw. bildungstheoretische Reflexionen mit Strategien empirischer Sozialforschung in Form eines interdisziplinären Forschens miteinander verknüpft werden:
- Die Rückbindung auf bildungstheoretische Positionen ermöglicht eine Öffnung der erkenntnistheoretisch fundierten normativen Aspekte des Bildungsbegriffs für die empirische Bildungsforschung.
- Durch sozialwissenschaftliche Methoden können bildungstheoretische Positionen empirisch thematisiert und derart falsifiziert, validiert und erweitert werden.[3]

## Erkenntnistheoretische Dimensionen integrativer Bildungsforschung
Mit Rückgriff auf Wilhelm von Humboldt wird Bildung als positiv konnotiertes Selbst-/Weltverhältnis definiert. Die Umschreibung „positiv konnotiert“ stellt den Modus der Selbst-/Weltwahrnehmung dar: Ist das Selbst-/Weltverhältnis über Ängste geprägt, wird dieses als ein negativ konnotiertes Selbst-/Weltverhältnis analysiert. Ein über Angst geprägtes Selbst-/Weltverhältnis ist „negativ“, da es einen Leidensdruck auf das Subjekt ausübt. Ist das Selbst-Weltverhältnis dagegen über Selbstwirksamkeitserwartungen definiert, wird es als positiv konnotiert analysiert.
Als ein Merkmal von Bildung bzw. als ein Bildungsmerkmal manifestiert sich ein positiv konnotiertes Selbst-/Weltverhältnis nicht notwendigerweise reflexiv. Als Selbst-/Weltverhältnis wird Bildung erlebt bzw. Bildungserleben wird positiv konnotiert ästhetisch erfahren.
Um dieses Erleben von Bildung bzw. Bildungserleben konzeptionell zu fassen, greift Wilhelm von Humboldt auf die Begriffe Kraft und Freiheit zurück.
Kraft konstituiert Bildung als genetische Form der Subjektwerdung. Kraft „treibt“ das Individuum an, welches sich zum Subjekt „ausbildet“. In diesem Prozess „genießt“ der Mensch „am meisten in den Momenten in welchen er sich in dem höchsten Grade seiner Kraft und seiner Einheit fühlt“. Die Kraftentfaltung des Subjekts vollzieht sich in bzw. durch Freiheit. Freiheit ermöglicht dem Individuum, ein bildungsangemessenes Selbst-/Weltverhältnis zu entfalten:

„Allein, freilich ist Freiheit die notwendige Bedingung, ohne welche selbst das seelenvollste Geschäft keine heilsamen Wirkungen dieser Art hervorzubringen vermag. Was nicht von dem Menschen selbst gewählt, worin er auch nur eingeschränkt und geleitet wird, das geht nicht in sein Wesen über, das bleibt ihm ewig fremd, das verrichtet er nicht eigentlich mit menschlicher Kraft, sondern mit mechanischer Fertigkeit.“

Kraft und Freiheit stellen zwei Merkmale bzw. Bildungsmerkmale dar, welche den Prozess der Subjektwerdung zu einem positiv konnotierten Selbst-/Weltverhältnis werden lassen. In diesem Wechselspiel zwischen Kraft und Freiheit liegt die normative Dimension des Bildungsbegriffs.

## Empirische Dimension integrativer Bildungsforschung
Im Sinne des interdisziplinären Ansatzes integrativer Bildungsforschung wird Kraft mit explorativer Neugier und Freiheit mit Selbstwirksamkeitserwartungen identifiziert. Exploration bzw. explorative Neugier kann als angeborene anthropologische Konstante definiert werden. Empirisch manifestiert sich Exploration bzw. explorative Neugier in einem neugierigen, erkundenden Verhalten gegenüber der Welt. Selbstwirksamkeitserwartungen beruhen auf den Erfahrungen und dem Vertrauen darin, über ausreichend Kompetenzen zu verfügen, die es bedarf, um Situationen angemessen begegnen und bearbeiten zu können. Bildung zeigt sich auf bildungstheoretischer Ebene in dem Zusammenspiel von Kraft und Freiheit und auf empirischer Ebene in dem Zusammenspiel von explorativer Neugier und Selbstwirksamkeitserwartung.

## Zentrale Begriffe integrativer Bildungsforschung
Im Rahmen verschiedener Forschungsprojekte wurden der Ansatz integrativer Bildungsforschung anhand qualitativer Methoden empirischer Sozialforschung erprobt. Im Zuge dessen wurden empirisch fundiert Begriffe entwickelt, um Bildung als empirisches Phänomen analytisch differenziert fassen zu können.

### Bildungskontext
Mit Bildungskontexten werden soziale Konstellationen/Situationen bezeichnet, im Rahmen derer sich Bildung ereignet. Bildungslernen lässt sich wiederum als Lernen verstehen, in dem die Handlungsmöglichkeiten des Subjekts erweitert werden und in dem das Subjekt durch die Auseinandersetzung mit der Welt den „Kreis seiner Erkenntnis und seiner Wirksamkeit“ erweitert.

### Bildungslernen
Lernprozesse, in denen Individuen positiv konnotierte Selbst-/Weltverhältnisse konstruieren, verstärken oder ausbauen werden als Bildungslernen bezeichnet. Lernen in Bildungskontexten führt zu einem Erweitern von Handlungsmöglichkeiten. Bildungslernen basiert auf einer explorativen Neugier, die sich u. a. darin zeigt, dass Subjekte ein positiv konnotiertes Verständnis von sich selbst als Akteure im sozialen Kontext entwickeln können.

### Bildungsprozess
Ein Bildungsprozess ist ein Prozess bzw. längerer, gerichteter Ablauf, im Rahmen dessen sich eine Entfaltung, Verstärkung und/oder der Ausbau eines positiv konnotierten Selbst-/Weltverhältnisses auf Grundlage von Kraft und Freiheit/explorativer Neugier und Selbstwirksamkeiten vollzieht. Bildungsprozesse stellen längerfristige Lernprozesse dar, die Formen des Bildungslernens aufweisen – also die Konstruktion, den Ausbau, die Verstärkung eines positiv konnotierten Selbst-/ Weltverhältnisses durch die Entfaltung von Kraft/Verhalten bzw. explorativer Neugier und Selbstwirksamkeitserwartungen im Zuge von Lernprozessen.

### Bildungserleben und Bildungsdynamiken
Bildungserleben zeichnet sich dadurch aus, dass emotional Freiheit und Kraft erfahren werden: Kraft verobjektiviert sich in Neugier als „innere Unruhe“ (vgl. Humboldt 1980, S. 253): „Daher entspringt sein Streben, den Kreis seiner Erkenntnis und seiner Wirksamkeit zu erweitern.“ Das Erleben der „kraftvollen inneren Unruhe“ (ebenda) bzw. Neugier bedarf des Freiheitsraums: Der Mensch erschließt sich im Subjektwerdungsprozess die Welt. Das Konzept der Bildungsdynamiken beschreibt soziale Interaktionen, die Bildungserleben aufweisen. Der Begriff Dynamik, das altgriechisch Kraft bedeutet, lässt als Zusammenspiel von Kräften bzw. von Elementen/Akteuren verstehen, die Interaktionen prägen: Bei der Analyse von Bildungsdynamiken wird das Zusammenspiel von Konstellationen bzw. die Form der Interaktionen zwischen Akteuren analysiert werden.

### Bildungsraum und Konstellationen
Konstellationen entfalten sich in einem sozialen Gefüge. Dieses soziale Gefüge lässt sich als Raum konzeptualisieren. Aus kultur- und sozialwissenschaftlicher Perspektive kann der Raum als analytische Fassung sozialer Beziehungen als relationales Gefüge (Konstellationen) verstanden werden: Die Akteure stehen in spezifischen Beziehungen zueinander, beispielsweise in konkurrierenden oder solidarisch-anerkennenden Beziehungen. Die Gesamtheit der Beziehungen in einem Interaktionsgeschehen stellen die Konstellation dar. Die Konstellation bzw. die Gesamtheit relationaler Gefüge sozialer Beziehungen in einem Interaktionsgeschehen bildet den Raum. In der Analyse der Konstellationen ist darauf zu achten, ob in diesen Konstellationen Indikatoren identifizieren lassen, die auf das Vorhandensein von Bildung verweisen. Bildungsräume stellen ein soziales Gefüge dar, in denen sich Bildungsdynamiken vollziehen: Akteure interagieren derart miteinander, dass positiv konnotierte Selbst-/Weltverhältnisse konstruiert, verstärkt oder ausgebaut werden und sich Bildungslernen entfalten.

## Medienbildung und bildungsorientierte Medienpädagogik
Das integrative Bildungsverständnis wurde als medienpädagogisches Modell weiterentwickelt. Im Zuge dessen wurde ein integratives Verständnis von Medienbildung und Medienkompetenz modelliert. Die normative Dimension von Bildung lässt sich als Referenzpunkt für eine Werteorientierung von Medienpädagogik verstehen. Medienbildung ist dabei über eine Subjektwerdung in und durch eine bildungsbasierte Auseinandersetzung mit Medien definiert. Ein bildungsorientiertes Kompetenzverständnis definiert Kompetenzen als Fertigkeiten und Fähigkeiten, durch welche Subjekte in der Lage sind, in der Auseinandersetzung mit der Welt ein positiv konnotiertes Selbst-/Weltverhältnis zu konstruieren, das auf explorativer Neugier und Selbstwirksamkeitserwartungen basiert. Eine bildungsorientierte Medienpädagogik leistet eine mittels pädagogischer Konzepte eine auf dem Bildungserleben basierende prozessuale Dynamik der Subjektwerdung in und durch die Auseinandersetzung mit Medien.

## Bildungsdidaktik
Didaktik stellt ein Teilfeld der Erziehungswissenschaften dar, das sich mit der Planung und Durchführung von Lehr-/Lernprozessen auseinandersetzt. Didaktische Methoden stellen Strategien dar, mit denen Lehr-/Lernszenarien konzeptioniert, implementiert und evaluiert werden können. Bildungsdidaktik vollzieht sich in der performativen Gestaltung von Bildungsräumen. Eine bildungsorientierte Didaktisierung von Lehr-/Lernszenarien soll die Strukturierung von kontrollierbaren Lernsituationen bzw. Lernräume ermöglichen, welche ein Bildungslernen ermöglicht und den Lernenden herausfordernde und zugleich lösbare Aufgaben als Bildungsangebote anbieten. Auf Grundlage der empirischen Bildungsmerkmale explorative Neugier und Selbstwirksamkeitserwartungen wurden Kriterien für eine bildungsorientierte Didaktik entwickelt. Es wurden fünf bildungsdidaktischen Kriterien identifiziert, die auf dem Bildungsmerkmal Selbstwirksamkeitserfahrung beruhen:
- Angemessene Lernherausforderung: Lernherausforderungen sollen eine Differenzierung ermöglichen, so dass die Lernherausforderungen an das individuelle Kompetenzlevel des jeweiligen lernenden angepasst werden können.
- Metareflexion: Es sollen Möglichkeiten zur Metareflexion des eigenen Lernens und der gemachten Erfahrungen gegeben werden.
- Lernkontext: Die Lernherausforderungen sollen durch ein handlungs- und produktionsorientiertes Lernen bearbeitet werden, so dass die Lernenden sich in der partizipativen Auseinandersetzung mit dem Lerngegenstand als selbstwirksam erfahren können.
- Transparente Strukturen: Der Lernraum soll durch transparente Strukturen geprägt seind, durch die das Subjekt ohne autoritäre Fremdbestimmung sein Lernen entfalten kann.
- Lernbegleitung: Von Seiten der Lernbegleiter soll eine positive und empowerende Bestärkung der Anstrengungsbereitschaft sowie der Lernleistung gegeben werden.

Für das Bildungsmerkmal explorative Neugier wurden zwei Kriterien einer bildungsorientierten Didaktik identifiziert:
- Mitgestaltung der Lernherausforderung: Die Lernenden sollen ihr intrinsisches Erkenntnisinteresse in die Gestaltung der Lernherausforderungen mit einbringen können.
- Einbindung intrinsischer Motivation: Durch ein partizipatives, handlungs- und produktionsorientiertes Lernen sollen die intrinsische Motivation aktiv stets aufs neue miteinbezogen und somit aufrechtgehalten werden.[17][18]